# Спортакус
Спо́ртакус (англ. Sportacus) — вымышленный персонаж из англоязычного исландского детского телешоу «Лентяево» созданный и изображённый Магнусом Скевингом. Его имя — это словослияние от древней фигуры Спартака и слова спорт, которое олицетворяет его атлетизм. Спортакус скромно описывает себя как «героя чуть выше среднего», хотя его друзья более высокого мнения о нём, называя его «супергероем».

## Описание
Спортакус призывает детей из Лентяево есть фрукты и овощи (называемыми в оригинале «спортивными сладостями», но не переведёнными на русский) и играть на улице, вместо того, чтобы сидеть дома и есть нездоровую пищу. Он хочет, чтобы жители Лентяева были счастливы, и знает, что для этого они должны быть здоровыми и физически сильными, если они хотят быть счастливыми. Ему противостоит зловещий (но, возможно, не менее энергичный) Робби Злобный, который стремится снова сделать Лентяево ленивым городом. Спортакус настолько увлечён своей физической активностью, что занимается паркуром, просто чтобы перебраться с места на место — даже делает акробатические сальто, чтобы перебраться с одной стороны кухонного стола на другую, — и дети должны научить его, как расслабиться.
Спортакус живёт в большом дирижабле над Лентяево, в котором есть его кровать, еда и другое оборудование.

## История персонажа
В оригинальной исландской пьесе, на которой был основан начавшийся в 1996 году телесериал «Áfram Latibær!», Спортакус был эльфом по имени Íþróttaálfurinn (с исл. — «Спортивный эльф»), обладал магическими способностями и носил тёмно-синюю тунику, мешковатые зелёные брюки и большой колпак. Кроме того, у него были большие, толстые, светлые усы и козлиная бородка. Спортакуса называют Íþróttaálfurinn во всех его выступлениях на исландском языке, включая исландский дубляж телесериала.
Во второй пьесе «Glanni Glæpur í Latabæ» Спортакус стал более похож на свою текущую версию. Он путешествовал на воздушном шаре и был одет в коричнево-жёлтую версию своего нынешнего наряда, хотя и с более широкой и свободной шляпой и скульптурной грудью.
В телешоу Спортакус был одет в бело-синий спортивный костюм, синий жилет, синюю чулку с толстой белой полосой и тонкой чёрной полосой на ней, голубые очки, тёмно-синие ботинки с красными, чёрными и белыми полосами, синие металлические наручи на руках и носил чёрные заострённые усы.

## Отзывы критиков
Спортакус принял участие в нескольких оздоровительных кампаниях. В 2010 году Спортакус, а затем первая леди США Мишель Обама посетили школу Брюса Монро в Вашингтоне в рамках акции Let’s Move!. В 2012 году Спортакус посетил Детский центр Wareham Wareham в рамках кампании Change4Life в Великобритании. В 2013 году Спортакус был единственным персонажем из Лентяево, который посетил спортивную кампанию в Эгильсстадире и Боргарнесе в Исландии в рамках кампании European Move Week.
В 2006 году Магнус Скевинг, актёр и создатель Спортакуса, нанял Дири Кристьянссона в качестве каскадёра на роль «героя выше среднего». В 2014 году Дири полностью взял на себя роль Спортакуса, поскольку Магнус стал слишком стар для этой роли.
Колумбийский гимнаст Анхель Барахас, завоевавший серебряную медаль на Летних Олимпийских играх 2024 года, назвал Спортакуса источником вдохновения для себя при выборе спортивной гимнастики.